# Conjecture de Szpiro
Pour les articles homonymes, voir Szpiro.
En théorie des nombres, la conjecture de Szpiro met en relation le conducteur (en) et le discriminant d'une courbe elliptique. Sous une forme légèrement modifiée, elle est équivalente à la conjecture abc bien connue. Elle porte le nom de Lucien Szpiro qui l'a formulée dans les années 1980.

## Enoncé original
La conjecture stipule que: étant donné ε > 0, il existe une constante C ( ε ) telle que pour toute courbe elliptique E définie sur Q avec un discriminant minimal Δ et un conducteur f, nous avons 
{\displaystyle \vert \Delta \vert \leq C(\varepsilon )\cdot f^{6+\varepsilon }.}

## Conjecture de Szpiro modifiée
La conjecture de Szpiro modifiée déclare que: étant donné ε > 0, il existe une constante C ( ε ) telle que pour toute courbe elliptique E définie sur Q avec pour invariants c4, c6 et pour conducteur f (en utilisant la notation de l'algorithme de Tate (en)), nous avons 
{\displaystyle \max\{\vert c_{4}\vert ^{3},\vert c_{6}\vert ^{2}\}\leq C(\varepsilon )\cdot f^{6+\varepsilon }.}

## Preuves revendiquées
En août 2012, Shinichi Mochizuki revendique une preuve de la conjecture de Szpiro en développant une nouvelle théorie appelée théorie de Teichmüller inter-universelle (en) (IUTT). Cependant, les articles n'ont pas été acceptés par la communauté mathématique comme fournissant une preuve de la conjecture,,, avec Peter Scholze et Jakob Stix concluant en mars 2018 que l'écart était « si grave que ... de petites modifications ne sauvera pas la stratégie de preuve »,,. 